# La Collection Ménard
Pour plus de détails, voir Fiche technique et Distribution.
La Collection Ménard est un film français, réalisé par Bernard Roland, sorti en 1944.

## Synopsis
Renée Ménard, une jeune métisse indochinoise, arrive en métropole pour retrouver son père français, dont elle sait uniquement qu'il s'appelle Paul Ménard. Dans l'espoir d'identifier son père, elle rencontre une série d'hommes portant ce nom...

## Fiche technique
Source : IMDb et BiFi.fr
- Titre : La Collection Ménard
- Réalisation : Bernard Roland, supervisé par Léo Joannon
- Scénario et dialogues : Jacques Viot
- Décors : Robert Dumesnil
- Photographie : Nicolas Toporkoff
- Son : René Lécuyer
- Montage : Charlotte Guilbert
- Musique : Tony Aubin
- Photographe de plateau : Raymond Voinquel
- Société de production : M.A.I.C. - Maîtrise Artisanale de l'Industrie Cinématographique
- Société de distribution : La Société des Films Sirius
- Pays d'origine : France
- Format : Noir et blanc  - 35 mm - Mono
- Genre : comédie
- Durée : 86 minutes
- Date de sortie : France : 12 avril 1944

## Distribution
Source : BiFi.fr
- Foun-Sen : Renée Ménard
- Lucien Baroux : le conservateur du musée
- Robert Le Vigan : Garbure
- Suzy Prim : Mme Ménard
- Suzanne Dehelly : Dora
- Alfred Baillou : un représentant de la famille Ménard
- Georges Bever : le garçon de café
- Jean Brochard : le guide
- Max Dalban : l'assistant
- Édouard Delmont : le colonial
- Marguerite Deval : Mme veuve Ménard
- Maurice Devienne
- Louis Florencie : le commissaire
- Gabrielle Fontan : la concierge
- René Génin : le clochard
- Pierre Larquey : le psychiatre
- Charles Lemontier : le maître d'hôtel
- Albert Malbert : un représentant de la famille Ménard
- Maurice Marceau
- Maximilienne : Mlle Ménard
- Jean Mercanton : le jeune homme
- Jacques Meyran : le médecin du vieillard
- Marcelle Monthil : l'amie de la veuve
- Jean Morel : le président
- Marguerite Moreno : la romancière
- Marguerite de Morlaye : une infirmière
- Albert Morys
- Julienne Paroli : l'amie de la veuve
- Jean Périer : le vieillard
- Jean Tissier : l'employé de l'état-civil

## Édition
Le film est édité en VHS en 1994 par René Chateau dans la collection La Mémoire du Cinéma Français et également dans la collection Le Cinéma Français sous l'Occupation, il est repris en DVD en 2015 toujours chez René Chateau.